# Черниев (Волынская область)
Черниев (укр. Чорніїв) — село в Турийской поселковой общине Ковельского района Волынской области Украины.
До 2020 года входило в Турийский район.

## География
Село Черниев расположено между сёлами Купичев и Свинарин. Село занимает площадь 1,621 км². Западнее села находится исток одного из левых притоков реки Стоход.

## Население
Население Черниева по переписи 2001 года составляло 264 человека.